# NGC 6184
NGC 6184 (również PGC 58432) – galaktyka spiralna (Sb), znajdująca się w gwiazdozbiorze Herkulesa. Odkrył ją Édouard Jean-Marie Stephan 23 czerwca 1876 roku.